# Maienberg (Pass)
Der Maienberg, auch Maiberg, ist ein Passübergang im Schwarzwald. Er verbindet die Ortschaften Enkenstein mit Hausen im Wiesental auf 491 m ü. NHN Höhe. Neben dem Hau (Neuenweg) und dem Übergang durch Gresgen ist der Maienberg der dritte Übergang vom Wiesental ins Kleine Wiesental. Der Pass verläuft durch das FFH-Gebiet Röttler Wald.

## Profil
In der Westauffahrt hat der Pass von Enkenstein aus eine Länge von 1,6 Kilometern und überwindet einen Höhenunterschied von 109 Höhenmetern, was einer durchschnittlichen Steigung von 6,8 % entspricht. Das Maximum liegt bei 9 %. An der Passhöhe befinden sich auf der Südseite der Straße ein Waldparkplatz mit einer Grillstelle und Schutzhütte. Die Ostrampe von Hausen im Wiesental aus überwindet auf 1,2 Kilometern 84 Höhenmeter und entspricht einer durchschnittlichen Steigung von 7 %. Das Steigungsmaximum etwa auf der Mitte der Strecke liegt bei 12 %. Die Passstraße hat den Rang einer Kreisstraße (K 6348) und trägt den Namen Maibergstraße. Sowohl die Passhöhe als auch das obere Drittel der Westrampe gehören zum Gemarkungsgebiet von Hausen. Etwa auf der halben Länge der Westrampe zweigt eine serpentinenreiche Straße nach Gresgen ab.